# Temeljna termodinamička relacija
U termodinamici, temeljna termodinamička relacija jednadžba je koja povezuje prvi zakon termodinamike i definicijsku jednadžbu entropije u jednu cjelinu. Pokazuje kako važne termodinamičke veličine ovise jedna o drugoj. S pomoću nje mogu se izraziti veličine koje se ne mogu izravno mjeriti onima koje se mjere. Vrijedi za bilo koji reverzibilni i ireverzibilni proces između dvaju uravnoteženih stanja. Obično je izražena u diferencijalnom obliku, kao diferencijalna jednadžba, odnosno infinitezimalnim promjenama termodinamičkih veličina, na sljedeći način:
{\displaystyle \mathrm {d} U=T\,\mathrm {d} S-p\,\mathrm {d} V\,}
Tu je {\displaystyle U} unutarnja energija, {\displaystyle T} termodinamička temperatura, {\displaystyle S} entropija, {\displaystyle p} tlak , a {\displaystyle V} volumen.
Upotrebljavajući Legendreove transformacije (involutarno preslikavanje) temeljnu termodinamičku relaciju može se napisati s pomoću drugih bitnih termodinamičkin veličina. Primjerice, preko entalpije {\displaystyle H} izražava se kao
{\displaystyle \mathrm {d} H=T\,\mathrm {d} S+V\,\mathrm {d} P\,,}
a uz pomoću Helmoltzove slobodne energije {\displaystyle F} kao
{\displaystyle \mathrm {d} F=-S\,\mathrm {d} T-P\,\mathrm {d} V\,}
i s pomoću Gibbsove slobodne energije {\displaystyle G} kao
{\displaystyle \mathrm {d} G=-S\,\mathrm {d} T+V\,\mathrm {d} P\,}.

## Prvi i drugi zakon termodinamike
Prvi zakon termodinamike izražava se formulom 
{\displaystyle \mathrm {\delta } Q=\mathrm {d} U+\mathrm {\delta } W\,}
gdje je {\displaystyle \mathrm {\delta } Q} neegzaktni diferencijal topline predan sustavu, a {\displaystyle \mathrm {\delta } W} neegzaktni diferencijal rada predan od sustava nekon drugom sustavu.
Drugi zakon se može matematički izraziti preko Clausiusove jednakosti kao:
{\displaystyle \mathrm {d} S={\frac {\delta Q}{T}}\,}
Ako se Clausiusova jednakost uvrsti u prvi zakon termodinamike dobiva se
{\displaystyle T\,\mathrm {d} S=\mathrm {d} U+\mathrm {\delta } W\,}
Izrazi li se neegzaktni diferencijal rada pomoću tlaka i promjene volumena
{\displaystyle \delta W\ =p\mathrm {d} V\,}
dobiva se tražena relacija
{\displaystyle \mathrm {d} U=T\,\mathrm {d} S-p\,\mathrm {d} V\,}
Ako sustav ima više vanjskih parametara od samog volumena koji se mogu mijenajati, temeljna termodinamička relacija poopćuje se na
{\displaystyle \mathrm {d} U=T\,\mathrm {d} S+\sum _{j}X_{j}\,\mathrm {d} x_{j}+\sum _{i}\mu _{i}\,\mathrm {d} n_{i}\,}
gdje su {\displaystyle X_{j}} poopćene sile koje odgovaraju pripadajućim poopćenim pomacima {\displaystyle x_{j}}.

## Povezanost sa statističkom mehanikom
Temeljna termodinamička relacija i principi statističke mehanike mogu biti izvedeni jedni pomoću drugih.
Kada se Boltzmannova distribucija (raspodjela vjerojatnosti za kanonski ansambl)
{\displaystyle p\left(i\right)\propto \exp \left[\sum _{\eta =1}^{n}{\frac {X_{\eta }x_{\eta }^{\left(i\right)}}{k_{B}T}}-{\frac {E^{\left(i\right)}}{k_{B}T}}\right]}
uvrsti u Gibbsovu entropiju
S=-k_{\text{B}}\,\sum _{i}p_{i}\ln(p_{i})
dobije se temeljna termodinamička relacija.
Boltzmannova distribucija jedina je raspodjela koja je matematički konzistentna s temeljnom termodinamičkom relacijom, u kojoj su funkcije stanja opisane prosjekom ansambla.

## Povezanost s ostalim područjima fizike i matematike

### Hamiltonova mehanika
Ako se temeljnu termodinamičku relaciju promotri s aspekta Hamiltonovog formalizma klasične mehanike, uoči se da ona predstavlja kanonsku transformaciju iz koordinata {\displaystyle (p,V)} u koordinate {\displaystyle (T,S)}.
Kanonska transformacija definirana je kao
{\displaystyle \mathrm {d} S=p\,\mathrm {d} q-P\,\mathrm {d} Q\,}
gdje je {\displaystyle S} generatorska funkcija, {\displaystyle p} količina gibanja, a {\displaystyle q} označava poopćene koordinate. Veličine {\displaystyle P} i {\displaystyle Q} kanonski je transformiran par koordinata.
Kanonska tranformacija održava Hamiltonove jednadžbe invarijantnima. Iskoristi li se (poopćeni) Stokesov teorem na definiciju kanonske transformacije dobije se bilinearna diferencijalna forma (infinitezimalni paralelogram)
{\displaystyle dpdq=dPdQ}
koja pokazuje da Jacobijan preslikavanja iznosi {\displaystyle 1}, odnosno da je volumen faznog prostora prije i nakon transformacije očuvan.
Upotrijebi li se istu tehniku na temeljnu termodinamičku relaciju dobije se izraz
{\displaystyle dTdS=dpdV}
odnosno da je površina u {\displaystyle (p,V)} i {\displaystyle (T,S)} dijagramima jednaka u istom kružnom procesu, što je dobro poznata činjenica iz termodinamike.

#### Kontaktna geometrija
U diferencijalnoj geometriji, kontaktna forma na {\displaystyle (2k+1)}-dimenzionalnoj mnogostrukosti {\displaystyle M} je {\displaystyle 1}-forma {\displaystyle \alpha } takva da {\displaystyle \alpha \wedge ({\text{d}}\alpha )^{k}\neq 0\ {\text{gdje}}\ ({\text{d}}\alpha )^{k}=\underbrace {{\text{d}}\alpha \wedge \ldots \wedge {\text{d}}\alpha } _{k{\text{-puta}}}.}
Takva mnogostrukost {\displaystyle (M,\alpha )} naziva se kontaktna mnogostrukost.
Temeljna termodinamička relacija tvori kontaktnu formu:
{\displaystyle \alpha ~:=~\mathrm {d} U-\sum _{i=1}^{n}p_{i}\mathrm {d} q^{i}=dU-TdS+pdV}
Konkretan termodinamički sustav (s jednadžbom stanja) se onda ostvaruje kao Legendrova podmnogostrukost.

### Termodinamika crnih rupa
Još se jedna povezanost može naći s općom teorijom relativnosti. Za perturbacije stacionarnih crnih rupa, promjena energije povezana je s promjenom površine, kutnog momenta i električnog naboja sa:
{\displaystyle dE={\frac {\kappa }{8\pi }}\,dA+\Omega \,dJ+\Phi \,dQ}
Tu je gdje {\displaystyle E} energija, {\displaystyle {\kappa }} površinska gravitacija, {\displaystyle A} površina horizonta, {\displaystyle {\Omega }} kutna brzina, {\displaystyle J}  kutni moment, {\displaystyle {\Phi }} elektrostatski potencijal, a {\displaystyle Q} električni naboj. Tu povezanost prvi je put uspostavio Bekenstein 1972 godine. Usporedimo li ovu jednadžbu s prvom jednadžbom u ovom članku uviđamo sličnosti i koliko je zapravo temeljna termodinamička relacija temeljna i izvan  okvira klasične termodinamike. Vidimo da je na mjestu entropije {\displaystyle S}, sada površina horizonta crne rupe {\displaystyle A}, koja upućuje na tzv. drugi zakon termodinamike crnih rupa koji kaže kako se površina horizonta crne rupe ne može smanjiti, nego samo raste {\displaystyle {\Delta A}>0} .